# نايف بن داود
الأمير نايف بن داود بن سليمان بن حسين بك الكبير هو شخصية يزيدية بارزة في العراق والعالم. ولد في 13 شباط 1970، في باعذرة التابعة لقضاء الشيخان في محافظة نينوى.
خلف تحسين بك سعيد الذي توفي يوم الإثنين 28 يناير 2019 في إحدى مستشفيات مدينة هانوفر بألمانيا بعد معاناة مع مرض عُضال، علما أنه اختير بعد اختيار حازم تحسين بك والذي أعلنت مجموعة من وجهاء ورجال دين الطائفة اليزيدية رفضها لاختياره.

## روابط خارجية
- naifdawud على تويتر.